# Apocephalus codonus
Apocephalus codonus är en tvåvingeart som beskrevs av Corona och Brown 2004. Apocephalus codonus ingår i släktet Apocephalus och familjen puckelflugor. Inga underarter finns listade i Catalogue of Life.